# Berberis ziyunensis
Berberis ziyunensis är en berberisväxtart som beskrevs av P. K. Hsiao och Z. Yu. Li. Berberis ziyunensis ingår i släktet berberisar, och familjen berberisväxter. Inga underarter finns listade i Catalogue of Life.